# لویس نیکلاس واکوئلین
لویس نیکلاس واکوئلین (انگلیسی: Louis Nicolas Vauquelin؛ زاده ۱۶ مهٔ ۱۷۶۳ درگذشته ۱۴ نوامبر ۱۸۲۹) یک دانشمند در زمینه داروشناسی و شیمی اهل فرانسه که کاشف فلز برلیوم بود.